# Protonemura costai
Protonemura costai är en bäcksländeart som först beskrevs av Aubert 1953.  Protonemura costai ingår i släktet Protonemura och familjen kryssbäcksländor. Inga underarter finns listade i Catalogue of Life.